# Tornado de classe A1 60163 de LNER Peppercorn
 (octobre 2024).
Si vous disposez d'ouvrages ou d'articles de référence ou si vous connaissez des sites web de qualité traitant du thème abordé ici, merci de compléter l'article en donnant les références utiles à sa vérifiabilité et en les liant à la section « Notes et références ».
 (septembre 2024).
 (septembre 2024).
La mise en forme du texte ne suit pas les recommandations de Wikipédia : il faut le « wikifier ».
Les points d'amélioration suivants sont les cas les plus fréquents. Le détail des points à revoir est peut-être précisé sur la page de discussion.
- Les titres sont pré-formatés par le logiciel. Ils ne sont ni en capitales, ni en gras.
- Le texte ne doit pas être écrit en capitales (les noms de famille non plus), ni en gras, ni en italique, ni en « petit »…
- Le gras n'est utilisé que pour surligner le titre de l'article dans l'introduction, une seule fois.
- L'italique est rarement utilisé : mots en langue étrangère, titres d'œuvres, noms de bateaux, etc.
- Les citations ne sont pas en italique mais en corps de texte normal. Elles sont entourées par des guillemets français : « et ».
- Les listes à puces sont à éviter, des paragraphes rédigés étant largement préférés. Les tableaux sont à réserver à la présentation de données structurées (résultats, etc.).
- Les appels de note de bas de page (petits chiffres en exposant, introduits par l'outil «  Source ») sont à placer entre la fin de phrase et le point final[comme ça].
- Les liens internes (vers d'autres articles de Wikipédia) sont à choisir avec parcimonie. Créez des liens vers des articles approfondissant le sujet. Les termes génériques sans rapport avec le sujet sont à éviter, ainsi que les répétitions de liens vers un même terme.
- Les liens externes sont à placer uniquement dans une section « Liens externes », à la fin de l'article. Ces liens sont à choisir avec parcimonie suivant les règles définies. Si un lien sert de source à l'article, son insertion dans le texte est à faire par les notes de bas de page.
- La présentation des références doit suivre les conventions bibliographiques. Il est recommandé d'utiliser les modèles {{Ouvrage}}, {{Chapitre}}, {{Article}}, {{Lien web}} et/ou {{Bibliographie}}. Le mode d'édition visuel peut mettre en forme automatiquement les références.
- Insérer une infobox (cadre d'informations à droite) n'est pas obligatoire pour parachever la mise en page.

Pour une aide détaillée, merci de consulter Aide:Wikification.
Si vous pensez que ces points ont été résolus, vous pouvez retirer ce bandeau et améliorer la mise en forme d'un autre article.
La Tornado No.60163 de classe A1 de LNER Peppercorn est une locomotive à vapeur 4-6-2 achevée en 2008 selon les plans originaux d'Arthur Peppercorn. Il s'agit de la première locomotive à vapeur britannique de grande ligne construite depuis 1960, et de la seule classe A1 Peppercorn existante après la suppression des lots originels. En 2017, la Tornado est devenue la première locomotive à vapeur à atteindre officiellement 160 km/h sur les voies britanniques depuis plus de 50 ans.
Après le lancement du projet par l' A1 Steam Locomotive Trust en 1990, la construction de la Tornado a commencé en 1994 et s'est principalement déroulée à Darlington Works, les autres composants étant fabriqués ailleurs. Le projet a été financé grâce à des initiatives de collecte de fonds, de dons du public, grâce à des accords de parrainage et la mise en place d’un service de location de la Tornado elle-même pour des services spéciaux. La locomotive a obtenu son certificat de ligne principale en janvier 2009, ayant été conçue en conformité avec les normes de sécurité et de certification modernes .
La locomotive a été utilisée sur des trains historiques et des trains de grandes lignes à travers la Grande-Bretagne entre 2008 et 2022, date à laquelle elle a été retirée pour effectuer un travail de révision. Elle a été remis en service en août 2024 après des contretemps liés à des problèmes lors des révisions.